# Château de Gontaud-de-Nogaret
Le château de Gontaud-de-Nogaret a été construit à Gontaud-de-Nogaret, dans le département de Lot-et-Garonne.

## Historique
La seigneurie de Gontaud est à l'origine de la famille de Gontaut. La seigneurie de Gontaud apparaît dans les documents au XIIIe siècle.
Le 9 juillet 1365, Gaston de Melet, rend hommage à Bergerac au prince de Galles avec les autres co-seigneurs de Gontaud en Agenais, Aymeric de Cosorn, Arnaud de Montmorel, Bernard d'Auriac, Jean de Bouglon, Arnaud de La Lande au nom de Marthe de Prayssac, Sybille de Durfort, Pierre de Gontaut, seigneur et baron dudit lieu, Léonard de Ravignan,, Bertrand de Fargues, sieur de Mauvesin, et Gilles de Pellegrue. Son fils, Jean Ier de Melet s'est marié en 1370 avec Armande de Gontaut. Jean II de Melet, peut-fils du précédent, est seigneur de la quatrième partie de Gontaud, de Loubens et de Pujols en Bazadais. Il fait son testament en 1463 où il demande à être enterré dans l'église Notre-Dame de Gontaud. Son fils, Jean III de Melet, est seigneur des maisons nobles de La Roche-Marais, La Salle et Gontaud, habite à Gontaud, rend hommage le 5 décembre 1471 à Charles de France, duc de Guyenne.
Un document daté de 1473, après la fin de la guerre de Cent Ans, dit au sujet de Gontaud : « il n’y avait point alors ni château, ni maison pour le seigneur ». 
Jean III de Melet, le 5 janvier 1495, obtient du roi Charles VIII la faculté de racheter le « Castel et seigneurie de Gontaud » qui avaient été vendus pour 2 500 livres à Catherine d’Anglade et son fils Jean de Verdun et déclare qu'il peut jouir du château et terres de Gontaud sans aucune réservation fors seulement les foi et hommage.
C’est donc entre 1473 et 1495 que fut construit cet édifice. 
Pendant les guerres de religion est occupée par les protestants. Le 13 juillet 1580, la ville est prise par l'armée royale commandée par le maréchal de Gontaud. Elle est mise à sac sauf la maison de Cancon (château actuel). Le château sera la seule maison épargnée par ce pillage et l’incendie du village parce qu'il appartient alors à un noble catholique : Jean de Montferrand, baron de Cancon, héritier des Verdun. Le lendemain le château sera occupé par les soldats catholiques. La population est massacrée.
Pendant les troubles de la Fronde, le 4 décembre 1652, Gontaud sera à nouveau assiégé et pillé par deux régiments de cavalerie et d’infanterie du marquis de Biron. Là encore, le château du seigneur de Montferrand sera épargné par l’armée de Condé mais pour payer cette grâce le comptable de la communauté devra donner aux assiégeants 20 boisseaux d’avoine et neuf d’orge. 
Après les Montferrand, c’est la famille Luppe d’Arblade qui a possédé le château en 1661 puis Timothée de Bacalan en 1694 qui y fait effectuer les premières réparations connues, puis messire Jean Pellet.
Le 2 octobre 1793, les biens de la famille Pellet seront saisis et le château de Gontaud est adjugé aux enchères publiques à la citoyenne Marguerite Degalz, veuve Martineau. Le château est resté la propriété de la famille Martineau jusqu’au 6 mai 1914, date à laquelle il est vendu à monsieur Armand de Gontaut-Biron, marquis de Gontaud et de Saint-Blancard. 
Mais le château manque alors cruellement d’entretien et le 5 janvier 1949 la petite tour du côté nord s’écroule sur la rue, entraînant avec elle la moitié nord du corps de logis.
À partir de 1955 de nombreux propriétaires se sont succédé sans engager de grands travaux. Un travail de restauration des parties existantes a été entrepris depuis 1997 par de nouveaux propriétaires qui ont confié la restauration à Denis Boullanger, architecte du patrimoine. Depuis mi-2007, grâce à la passion de ses propriétaires, la moitié du corps de logis, écroulée en 1949, a été reconstruite par des entreprises locales.
Le château a été inscrit monument historique le 14 août 1958,.

## Galerie

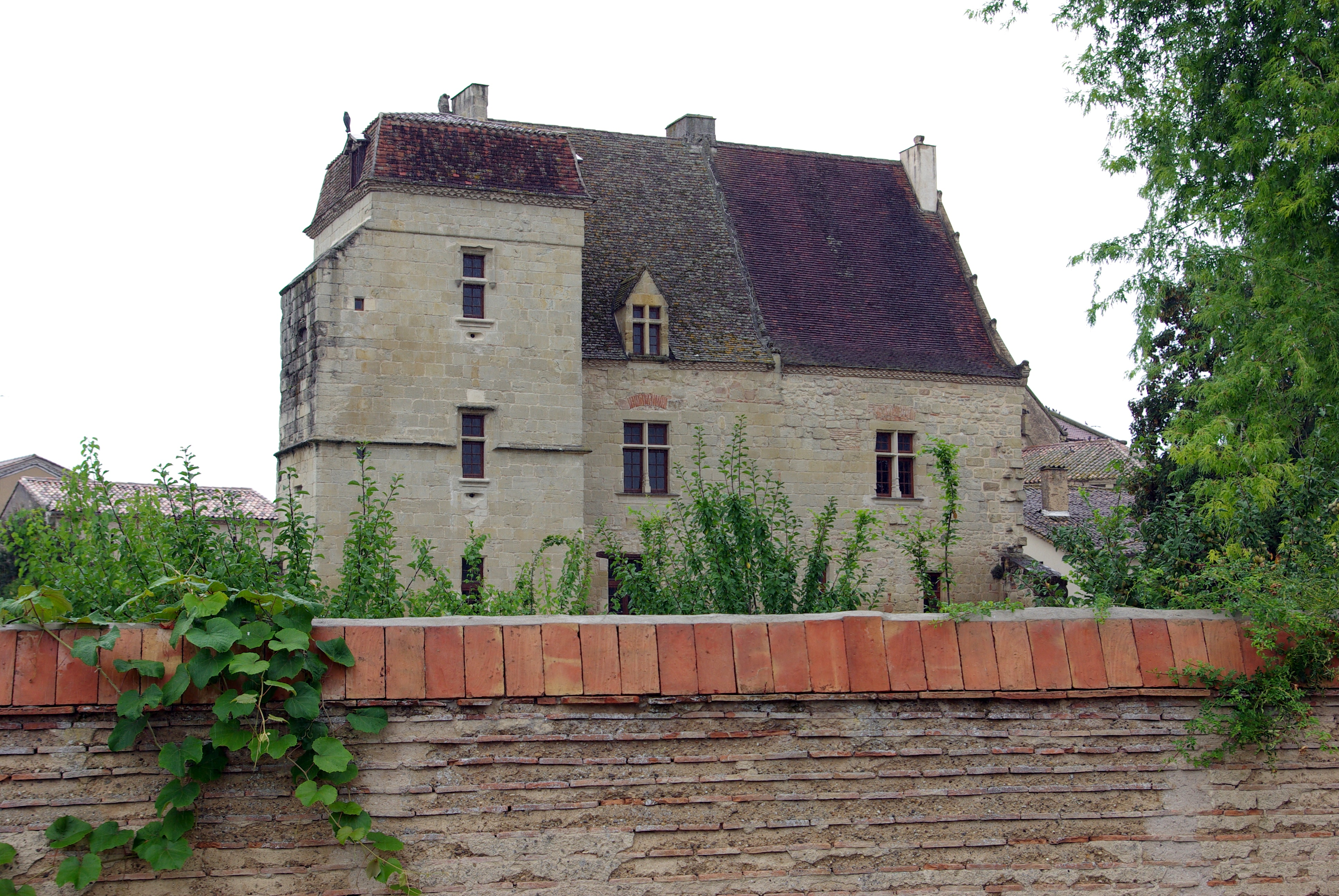
Le château après restauration et reconstruction de la partie effondrée.
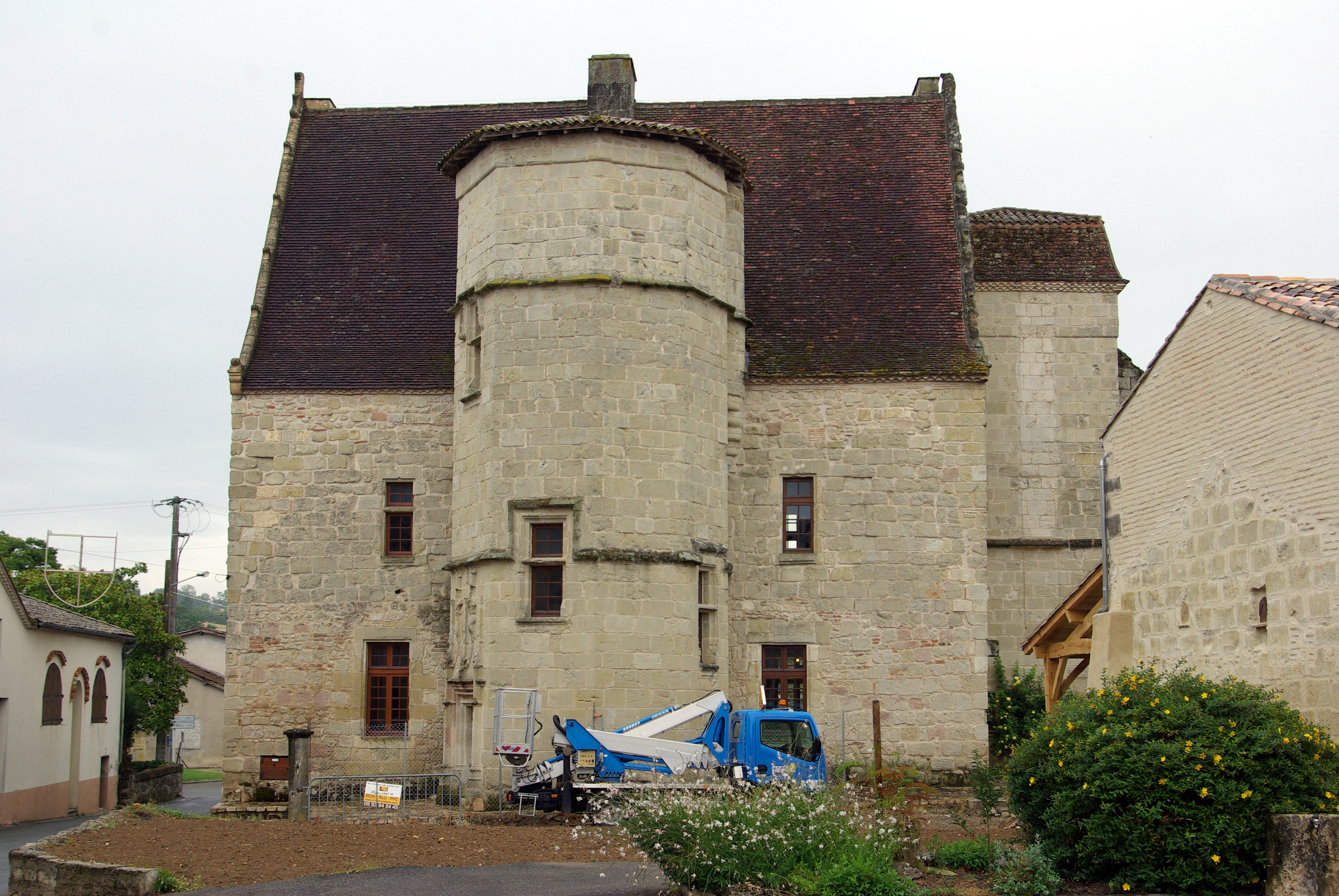
Le château après reconstruction de la partie effondrée.
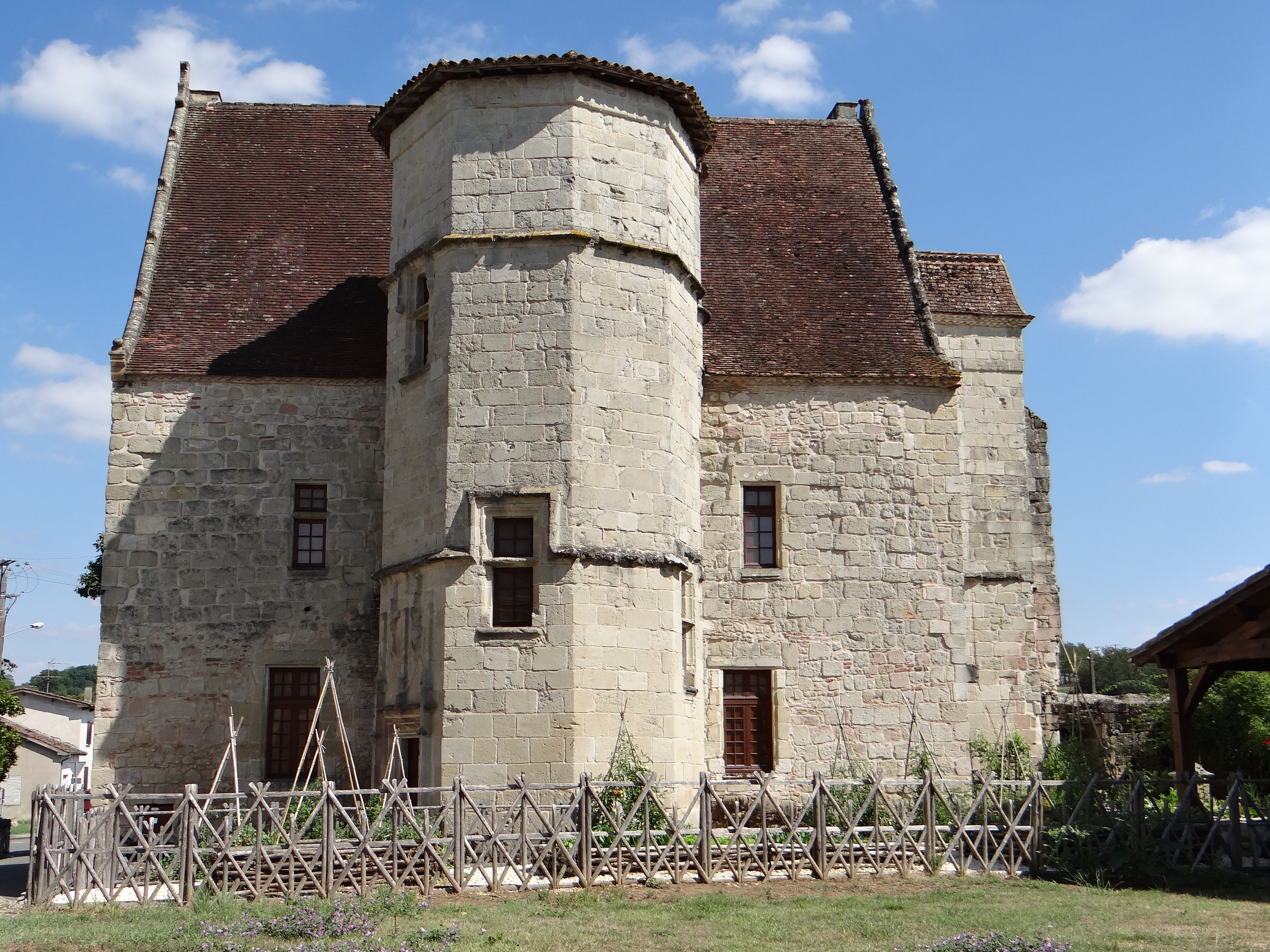
Le château en 2015.